# Aldehuela de Liestos
Aldehuela de Liestos (aragónul L'Aldeyuela de Tiestos) település Spanyolországban,  Zaragoza tartományban. Aldehuela de Liestos Abanto, Cimballa, Cubel és Torralba de los Frailes községekkel határos. Lakosainak száma 49 fő (2024).

## Népesség
A település lakosságának változását az alábbi diagram mutatja:
| Lakosok száma | 58   | 33   | 84   | 53   | 51   | 50   | 53   | 48   | 52   | 49   |
|               | 2001 | 2004 | 2007 | 2009 | 2012 | 2014 | 2017 | 2019 | 2022 | 2024 |